# جبرائيل كاتول

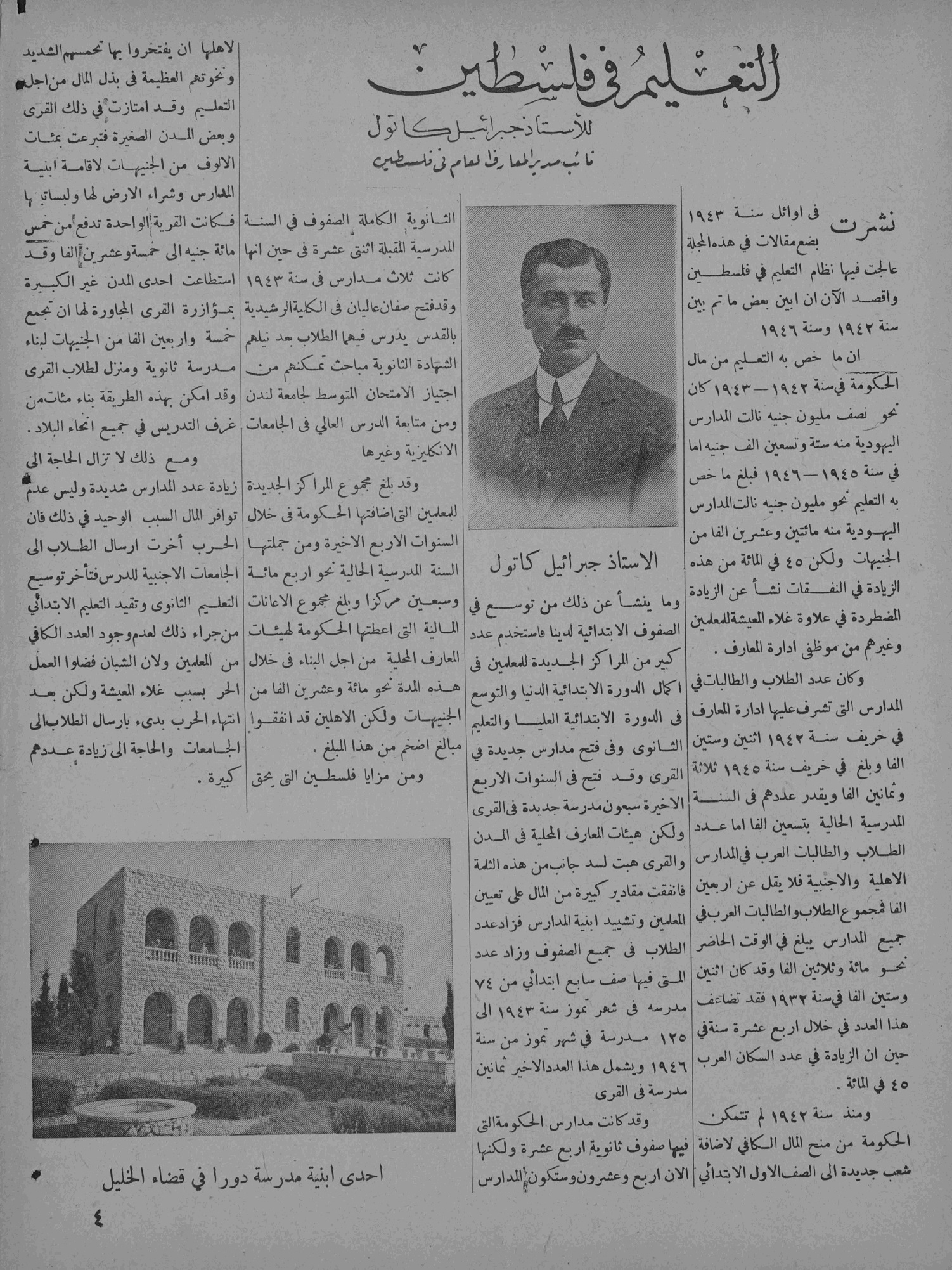
مقال لنائب مدير المعارف العام في فلسطين جبرائيل كاتول في صحيفة المنتدى الجمعة, كانون الأول 13، 1946

جبرائيل كاتول (1895م-1975م، ولد في الشوير لبنان) هو أستاذ ومربي فلسطيني، ويعتبر من رجال التربية البارزين، عمل في مناصب تربوية عديدة طوال فترة الانتداب البريطاني في فلسطين.

## مسيرته التعليمية
قد أتم جبرائيل دراسته الابتدائية والثانوية في قريته التي ولد بها، وبسنة 1911م التحق بالجامعة الأمريكية ببيروت، وتخرج منها سنة 1915م أخذا بكالوريوس في الرياضيات والعلوم.

## مناصبه
عين بسنة 1915م أستاذا في القسم الثانوي من الجامعة الأمريكية في بيروت حتى سنة 1920م، وفي خريف سنة 1920م قد عين أستاذا في دار المعلمين في وزارة المعارف في العراق، ثم إنتقل لمنصب مفتش في الوزارة، وبسنة 1922م قصد فلسطين، وعينوه أستاذا في دار المعلمين في إدارة المعارف العامة بالقدس، وكما أنه عين مفتشا بها، ثم أصبح كبير المفتشين، ومن ثم بسنة 1937م أصبح مساعدا لمدير المعارف وحتى سنة 1948م، بسنة 1948م بالنكبة الفلسطينية التجأ إلى بيروت وعين أستاذا للتربية في الجامعة الأمريكية، وتقاعد في سنة 1966م.

## إصلاحاته في إدارة المعارف
قد شارك بتنظيم إدارة دار المعارف العامة في فلسطين، وكما أنه نص نظاما لتعيين المعلمين، ورفع درجاتهم حسب كفاءتهم وإخلاصهم بعملهم، وبسنة 1925م شارك بوضع مناهج جديدة للتعليم الابتدائي والثانوي، وترأس لجنة تقرير الكتب، وعمل كل ما بمقدوره لافتتاح مدارس حكومية في كل المناطق، ومن نتائج عمله هو ازدياد عدد الطلاب بالمدارس.